# Microsoft Kin
Microsoft Kin是美國微軟發表的自有品牌手機。Kin 不是智慧手機，至少不能外加軟體，用的手機系統也不是 Windows Mobile，更不是 Windows Phone。有Kin One以及Kin Two兩種，微軟掌控軟硬體設計，交由日本夏普公司（Sharp）生產，並透過Verizon Wireless發售。

## 歷史

### 發展
Kin 最早的專案代號是 'Project Pink', 由微軟的高層J Allard 所主導. 2010年4月12日, Microsoft 宣布兩款Kin 機種, 2010年5月6日上線，並於2010年5月13日由 Verizon Wireless開始銷售。Kin 的市場主要是瞄準社交網路.，年齡層鎖定在15到30歲。為了開發 Kin 平台, 微軟用了二年的時間, 從併購 Danger Incorporated 開始, 這是一家創造Danger Hiptop/T-Mobile Sidekick的公司. 微軟以五億美金收購Danger公司。
Kin 被 Premium Mobile Experiences (PMX) 部門所發展，大部份的員工都來自Danger公司。由於Windows Phone 7 的延誤，Kin 軟件基礎必須直接在Windows CE平台上發展。二年後，微軟揭開Kin序幕，2010年4月12日在舊金山舉行記者會，該邀請函上寫說：“是分享的時候了”。

### 終止
微軟公司的官員告訴《紐約時報》說，他們对Verizon推動Kin的发展不夠積極感到遗憾。僅上市48天，2010年6月30日，微软已经决定不再推广Kin品牌手机，並且終止Kin手机的欧洲沃達丰发布计划，“Kin 一開始就是個錯誤，”羅布恩德勒表示。Kin的團隊將併入到Windows Phone 7團隊。

## 功能
Microsoft Kin標榜為社交電話. 這些功能跨越功能型手機的門檻，可以使用Facebook, Twitter, Windows Live, and MySpace等社群.
Kin 不支援上傳圖片或Twitter視訊.

## 缺點
評論家強調這款機型有許多明顯的缺陷：
- 沒有 MicroSD 或快閃記憶體擴充糟。
- 沒有日曆或行事曆[9]。
- 沒有拼寫校正或預測文字輸入。
- 沒有即時通軟體[9]。

## 配備

### Kin ONE 和 ONEm
- Originally codenamed Turtle
- QWERTY keyboard that slides up and lies on top of the phone
- 2.6" TFT, QVGA (320 x 240) 顯示
- Capacitive 觸控螢幕
- 5 megapixel camera, with LED flash[10]
- 4 GB of memory, 256 MB DDR RAM
- Nvidia Tegra at 600 MHz[11][12][13]
- 單聲道喇叭
- GPS
- 加速度传感器
- Bluetooth 2.1 with A2DP
- Wi-Fi
- USB (for charging, syncing with Zune Software)

### Kin TWO 和 TWOm
- Originally codenamed Pure
- Side-sliding QWERTY 鍵盤
- 3.4" TFT, HVGA (480x320) 像素顯示
- Capacitive 觸控螢幕
- 8 megapixel camera, with Lumi LED flash[10]
- 720p 錄影
- 8 GB of memory, 256 MB DDR RAM
- Nvidia Tegra at 600 MHz[11][12][13]
- 立體聲喇叭
- GPS
- 加速度传感器
- Bluetooth 2.1 with A2DP
- Wi-Fi
- USB